# Larbi Benboudaoud
Larbi Ben Boudaoud  (ur. 5 marca 1974) – francuski judoka. Srebrny medalista olimpijski z Sydney.
Zawody w 2000 były drugimi igrzyskami olimpijskimi, debiutował w 1996. Po medal sięgnął w wadze półlekkiej, do 66 kilogramów. Brał udział w igrzyskach w 2004. Został mistrzem świata w 1999, był drugi w światowym czempionacie w 1997 i 2003. W 1998 i 1999 sięgnął po złoto mistrzostw Europy, był brązowym medalistą w 1996, 1997 i w 2001. Czterokrotnie był mistrzem kraju seniorów. Startował w Pucharze Świata w latach 1995–2002 i 2004.